# Los secretos del pedigrí
Los secretos del pedigrí —en inglés, Pedigree Dogs Exposed- es una investigación documental de la BBC, producida por Jemima Harrison, centrada en el tema de salud y bienestar a que se enfrentan los perros de pedigrí en el Reino Unido. Se emitió originalmente el 19 de agosto de 2008 en ese país.
El Kennel Club (KC), el órgano rector de perros de pura raza en el Reino Unido que organiza la exposición canina más prestigiosa, llamada Crufts, fue severamente criticado por permitir estándares caninos que obligan a que los animales sean juzgados solo sobre la base de ellos, lo cual genera prácticas de crianza que comprometen la salud de los perros de pedigrí.
El programa generó muchas críticas hacia el KC, y ocasionó que varios patrocinadores y expositores comerciales retiraran su participación de Crufts, junto con otros eventos organizados por el Kennel Club británico. La propia BBC, que había transmitido Crufts durante 42 años, retiró su cobertura en 2009 y decidió no renovarla para el 2010.
El KC inicialmente negó la afirmación de los productores del programa de que muchos perros con pedigrí sufren de enfermedades congénitas debido a los estándares raciales, y señaló que la gran mayoría de las razas de perros están sanas. También presentó una denuncia ante el regulador de radiodifusión Ofcom, alegando trato injusto y edición sesgada. La decisión final de Ofcom confirmó las denuncias del KC con respecto a la falta de derecho a réplica en algunas afirmaciones hechas por el programa, pero descartó las demás quejas formuladas en las otras áreas. El fallo también reconoce que las opiniones de Jeff Sampson —genetista del Kennel Club— se tergiversaron, pero afirma que en su conjunto, el KC no fue tratado injustamente.
Debido a la dura crítica por parte de la opinión pública, el KC posteriormente publicó nuevos planes de salud y reformó detalles dentro de los estándares para juzgar a ciertas razas. Algunos criadores condenaron las acciones del Kennel Club calificándolas como exageradas.
Como resultado del programa, tres organismos independientes fueron comisionados para informar acerca de la salud canina:
- Royal Society for the Prevention of Cruelty to Animals,
- Associate Parliamentary Group for Animal Welfare, y
- Patrick Bateson (financiado por el KC y Dogs Trust).

Todos ellos concluyeron que las prácticas actuales de cría son perjudiciales para el bienestar y salud de los perros de raza pura, realizando varias recomendaciones que fueron seguidas por el Kennel Club y los criadores para, así, mejorar la salud de los perros de pedigrí. Un programa de seguimiento, Los secretos del pedigrí - Tres años después, se trasmitió por la BBC4 el 27 de febrero de 2012.

## Contenido

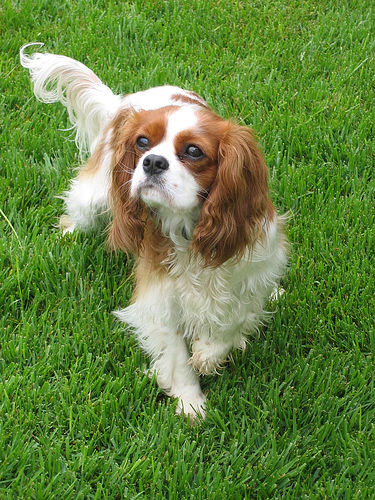
La raza Cavalier King Charles spaniel tiene propensión a padecer de enfermedades en la válvula mitral y siringomielia.

La raza cavalier king Charles padece de una condición hereditaria conocida como siringomielia que se produce cuando el cráneo es demasiado pequeño para acomodar el cerebro por completo. La veterinaria neuróloga Claire Rusbridge describió el padecimiento como: «Obligar a un pie de talla 10 a calzarse dentro de un zapato de talla 6», y estima que hasta 1/3 de la raza sufre de este problema. Otras enfermedades que afectan a la raza son diversos padecimientos de tipo cardíaco. El cardiólogo Simón Swift explicó que aproximadamente la mitad de los cavalier de cinco años tienen soplos cardíacos y este porcentaje aumenta con la edad, de tal manera que entre los diez y once años, casi todos los cavalier padecerán de esta condición.
Alrededor de tres cuartas partes, de los 7 millones de perros en el Reino Unido, son razas de pedigrí y el programa reveló que cada semana cuestan 10 millones de libras a sus dueños en honorarios veterinarios. El genetista Steve Jones atribuyó uno de los principales problemas a la consanguinidad. El veterinario en jefe del RSPCA, Mark Evans, destacó que la competición canina es la responsable, ya que enfatiza el aspecto estético como lo primordial y descuida el resto.

### Cambios drásticos
Las fotos antiguas de las razas: dachshund, basset hound, bull terrier, bulldog, carlino y pastor alemán se muestran para ilustrar hasta qué punto las razas han cambiado a lo largo del siglo pasado. El pastor alemán que participa en las competiciones de belleza se comparó con el pastor alemán que se utiliza como perro de trabajo por parte de la policía —el cual es más parecido al pastor alemán de la antigüedad.
El juez de Crufts, Terry Hannan, insistió en que los pastores alemanes de trabajo son anatómicamente incorrectos y que los ejemplares que concursan en las exposiciones de belleza son los perros anatómicamente correctos, ya que estos últimos se ajustan al estándar de la raza. Cuando se confrontó al Presidente del Club del Basset Hound con la afirmación de que estaba criado «enanos deformes con defectos congénitos», este rechazó la acusación alegando que los perros en las exposiciones actuales se parecen mucho a los ejemplares de la década de 1800. Inmediatamente después de su afirmación se le mostró la foto de un basset hound de hace sesenta años —que se veía significativamente diferente del actual—, pero él no se mostró impresionado.

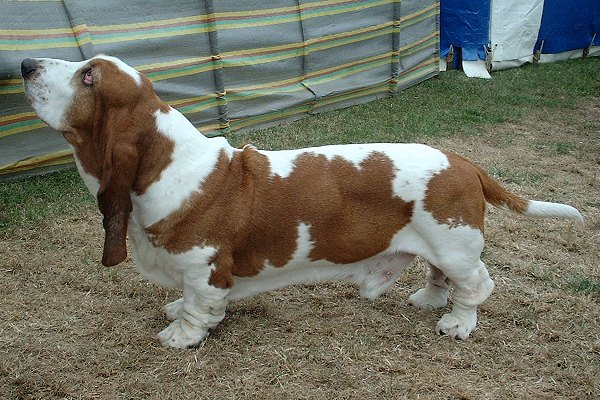
El basset hound fue llamado «enano deforme congénito».

Contrario a la explicación que los criadores de bulldog dan acerca de los rasgos extremos en la raza —como la mordida prognática y arrugas faciales—, quienes afirman que históricamente estos rasgos le han servido al perro para la lucha contra los toros, el historiador David Hancock señaló que: «La forma en que los criadores tratan de justificar la cara chata, las excesivas arrugas y el físico deforme como algo histórico y tradicional es simplemente falso». El programa indicó que la raza bulldog es tan desproporcionada que la mayoría de los perros no son capaces de aparearse por sí solos —requieren de inseminación artificial—, o de dar a luz de forma natural (los cachorros nacen por medio de cesárea).
Dentro de la raza bóxer se ilustró que padecía de enfermedades del corazón y de una alta tasa de incidencia de cáncer. También se presentó el caso de un bóxer que sufría ataques epilépticos mensuales, junto con todas las medicinas que sus dueños debían administrarle diariamente.
A lo largo de la emisión se enfatizó que los perros inicialmente fueron criados para ayudar en actividades tales como: la caza o protección de rebaños, y de acuerdo al programa, a mediados del siglo XIX, la crianza de perros se transformó en un deporte de vanidad, convirtiendo a los perros de pura raza en un símbolo de estatus. Así, la función del perro se centró en su apariencia y dejó de lado su utilidad zootécnica.
El veterinario en jefe del RSPCA, Mark Evans, calificó a los especímenes caninos que desfilan cada año en Crufts, como: «Un desfile de mutantes», y «Un espectáculo extravagantemente llamativo que, francamente, no tiene nada que ver con la salud o bienestar de los perros». Señaló que los estándares raciales no toman en cuenta la aptitud original para el trabajo de las razas caninas.

### Eugenesia cosmética
El programa trazó la curva histórica del KC hasta el movimiento eugénesico, en el cual se basa la cría de perros de pura raza. Un criador de rhodesian ridgeback entrevistado durante el programa aprobó la matanza de cachorros sanos sin cresta debido a que los estándares de la raza prohíben perros sin cresta. El Presidente del Club del Rhodesian Ridgeback declaró que consideraba que los perros sin cresta poseían un fallo genético. Cabe destacar que uno de cada veinte cachorros nace sin cresta, por lo que existe una sección en el código de ética del Club de Rhodesian Ridgeback que indica: «Los cachorros sin cresta serán sacrificados». La cresta es un rasgo genérico cuya presencia se afirma hace que el perro sea más propenso a sufrir de dermoid sinus.

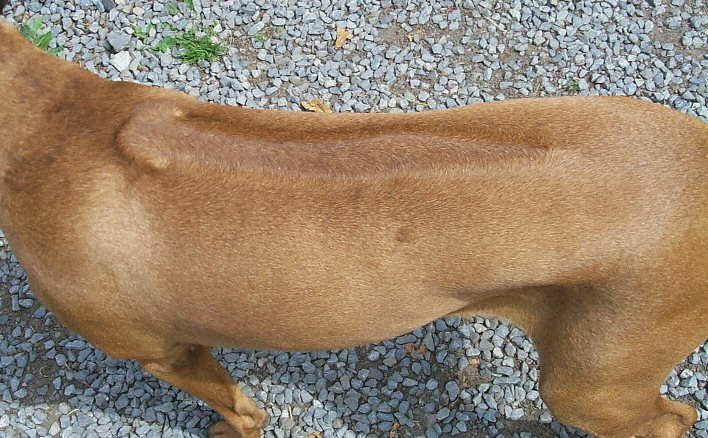
La cresta en la espalda del rhodesian ridgeback es una característica distintiva de la raza. Lo que ha llevado al sacrificio innecesario de los cachorros sanos que nacen sin ella.

Cuando se cuestionó la práctica de sacrificar cachorros sanos por motivos estéticos, el presidente del KC, Ronnie Irving, negó tener conocimiento de tales prácticas y afirmó que no eran aceptables. Se demostró que después de la entrevista el Kennel Club escribió al club de Rhodesian Ridgeback condenando la práctica, pidiendo que el club revisara su código de ética. El club de la raza replicó que el KC conocía el código de ética, ya que debía ser ratificado por el Kennel Club cada año.
Aparte del Ridgeback, otros ejemplos de eugenesia cosmética que se mencionaron fueron el gran danés con marcas no estándar, pastores alemanes blancos y bóxer blancos, aunque también se mencionó que el sacrificio cosmético no es tan común como lo era antes, a medida que los criadores optan por la alternativa de castrar a los cachorros que no cumplen con los estándares oficiales.
El programa señaló que los perros criados selectivamente estaban en peor estado de salud que los perros callejeros o mestizos.

### Endogamia
La endogamia deliberada, incluyendo el apareamiento de familiares directos como madre-hijo, padre-hija y hermano-hermana, es lo que géneticamente resulta en enfermedades congénitas graves que se perpetúan en muchas razas. Un informe en 2006 de Companion Animal Welfare Council hizo un llamado a realizar cambios importantes, afirmando que: «La consanguinidad debe ser controlada», y «Los animales con defectos genéticos deben ser excluidos de los programas de reproducción». El Presidente del KC rechazó las afirmaciones contenidas en el informe diciendo que estaban basadas en la emoción y no en la ciencia.
En un artículo de 2004, escrito por el propio genetista del KC, Jeff Sampson, expresó: «Lamentablemente, los patrones de reproducción restrictivas que se han desarrollado como parte integral de cría del perro con pedigrí no han estado exentos de daños colaterales para todas las razas...» y «cada vez más, las enfermedades hereditarias están imponiendo una carga de graves padecimientos en muchas, si no en todas, las razas de perros». Sin embargo, cuando se le entrevistó para el programa, Sampson dijo que: «La gran mayoría de los perros registrados vivirán una vida larga, feliz y saludable».

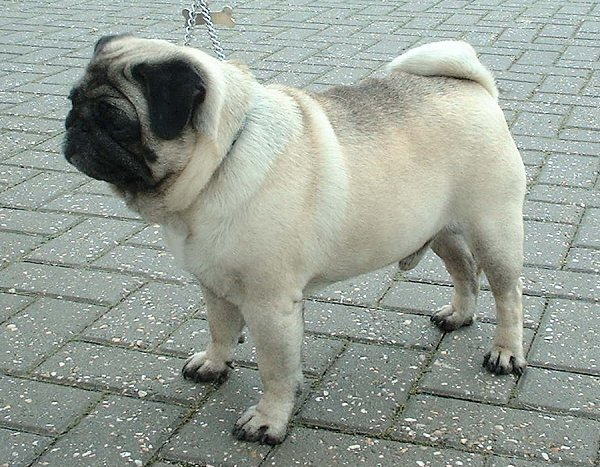
El patrimonio genético de los 10.000 pugs que viven en el Reino Unido es el equivalente al de solamente 50 individuos.

Un estudio realizado por el Imperial College London, demostró que los 10.000 pug registrados en el Reino Unido tienen un acervo genético equivalente al de solamente 50 individuos.

### Pruebas de salud
Se mostró que de las más de 200 razas registradas por el Kennel Club, las pruebas de salud solo eran obligatorias para la raza del Setter irlandés rojo y blanco. El KC defendió su falta de requisitos para pruebas de salud, diciendo que provocaría que los criadores abandonaran el Club. El presidente de la Asociación Veterinaria Británica, Nick Blayney, estuvo de acuerdo con el KC, afirmando que: «Si se vuelven demasiado reaccionarios y pierden el apoyo de la mayoría dejarán de tener alguna influencia. Están haciendo lo mejor que pueden en una situación muy difícil».
El programa señaló que no hay ningún sistema oficial de registro para las enfermedades hereditarias, y afirmó que las listas de salud que existen son «a menudo insuficientes o ineficaces». Dentro de la raza cavalier los criadores responsables utilizan pruebas para la detección de cardiopatías desde 1995, pero debido a que muchos ignoran los consejos veterinarios de aparear a los perros solo hasta cierta edad, no hay ningún progreso significativo al respecto. El Kennel Club defendió la falta de mejoría afirmando que podría haber sido peor si no hubieran hecho nada.

### Campeones enfermos
El programa mostró ejemplos de perros portadores de graves enfermedades hereditarias que se coronaron campeones de exposición. Estos animales no tienen ninguna restricción para ser usados como reproductores, a pesar de que algunos trasmitirán a sus descendientes, inevitablemente, las mismas enfermedades.
Se informó que el campeón de 2003 en Crufts —un pekinés— tuvo que ser puesto sobre una bolsa con hielos para poder sacar su foto como ganador. El programa explicó que esa raza tiende a sobrecalentarse debido a la incapacidad de poder respirar adecuadamente que es el resultado de la cara aplanada y/o chata. Se reveló que ese mismo perro había sido sometido a una operación de resección del paladar blando para solucionar el problema causado por su cara aplanada. El profesor del Royal Veterinary College, Dan Brockman, explicó que ese tipo de condición es hereditaria y que probablemente será transmitida a las generaciones posteriores. A pesar de ello, ese ejemplar campeón de Crufts había engendrado 18 camadas.

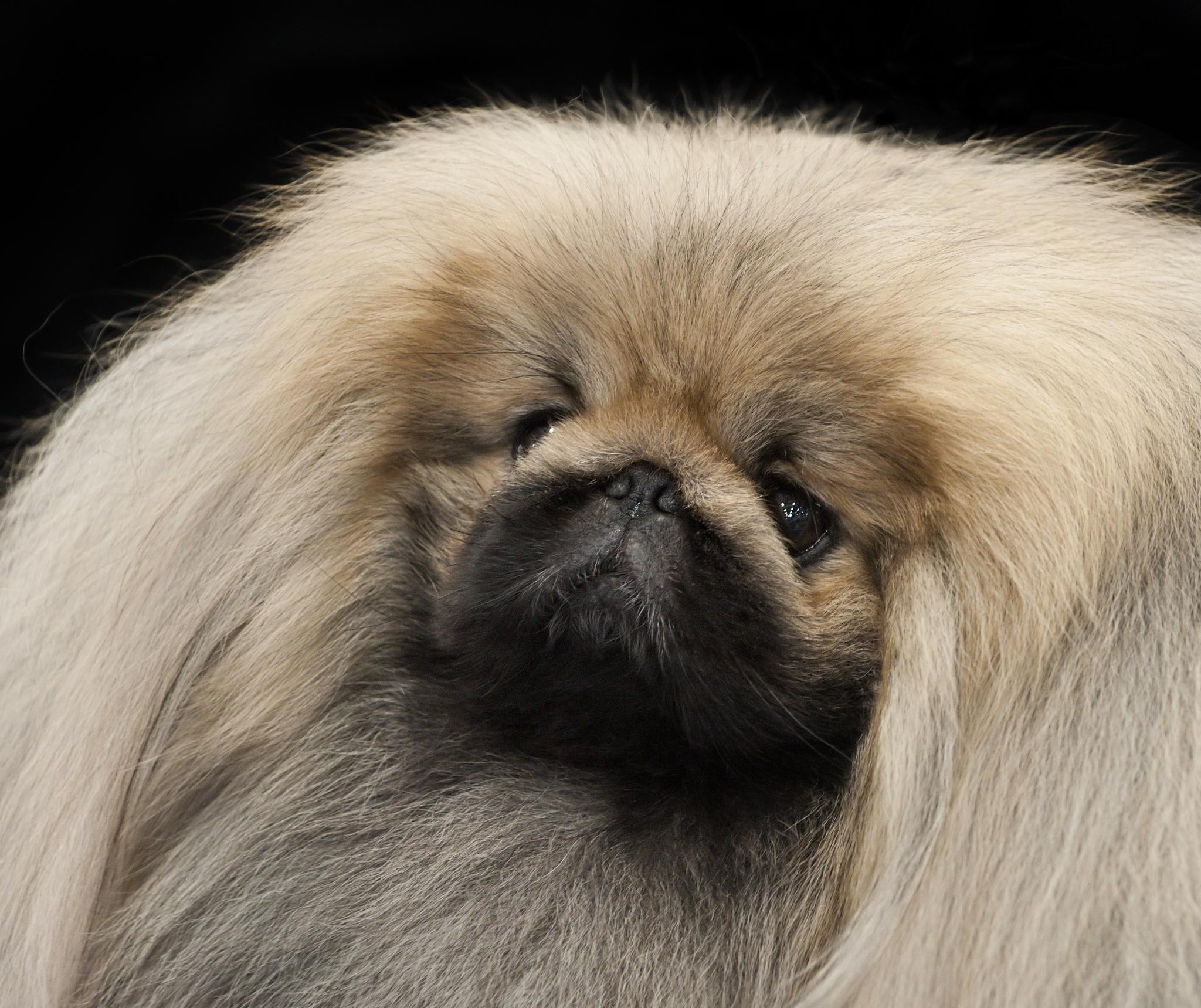
La razas de cara chata, como el pekinés, padecen de síndrome braquicefálico que ocasiona graves problemas respiratorios, y en los casos más severos compromete la calidad de vida del animal.

Otro ejemplar de cavalier que ganó como «Mejor de la exposición» padecía de siringomielia, y a pesar del consejo veterinario de no reproducir al animal, el perro engendró 26 camadas después del diagnóstico, añadiendo esto a las 8 camadas engendradas antes del diagnóstico. La veterinaria neuróloga Claire Rusbridge expresó su incredulidad: «Si yo tomara un palo y golpeara a un perro para causarle la clase de dolor que se consigue con la siringomielia, sería procesada y acusada de extrema crueldad animal, pero no hay nada que impida la cría de un perro que sufrirá semejante dolor».
El programa indicó que a las personas que tratan de hacer lo correcto dentro del mundo canino les resulta difícil ir en contra de «un sistema que a menudo premia al quién hace las cosas mal». Señaló que el Kennel Club ha comenzado a financiar investigaciones acerca de la siringomielia en el cavalier, debido a que los mismos criadores no estaban tomando el asunto en serio. Asimismo, señaló que la propietaria Carol Fowler había sido objeto de ataques virulentos en las listas de correo en línea, debido a su actitud proactiva en hacer del conocimiento público la alta incidencia de siringomielia que existe en la raza cavalier. La criadora Margaret Carter también abordó la cuestión, después de que sus propios perros fueron diagnosticados con esa enfermedad, aseguró que ella también estaba haciendo lobby por un cambio, como parte del comité de salud del Club de la raza cavalier.
Cuando se le preguntó al Kennel Club porqué no estaban haciendo suficiente en cuanto a la salud de las razas caninas, Irving rechazó la afirmación de que muchas razas padecían problemas, y declaró que el KC hacía mucho por solucionar los problemas de «algunas razas». El programa concluyó con el llamado del jefe veterinario del RSPCA, Mark Evans «Por una completa revisión de arriba a abajo de los estándares oficiales, las normas y los reglamentos de las exposiciones caninas, y por alejarse de la obsesión por la belleza en pro del mejoramiento de la calidad de vida de los perros...».

### Pasos positivos
El programa reconoce los esfuerzos del Kennel Club británico por solucionar los problemas de salud a través del «Esquema Acreditado del Criador» (Accredited Breeder Scheme), o con la financiación de pruebas de ADN, pero señala que eso no resuelve el problema de la endogamia. También reconoce que Ronnie Irving ha abordado el tema de los rasgos exagerados o extremos en algunas razas caninas y que incluso algunas normativas raciales —como la del bulldog—, han sido modificadas para atemperar esas exageraciones. Por ejemplo, en lugar de una «cabeza enorme», el nuevo estándar de la raza exige una «cabeza grande». El KC también añadió los temas de salud y bienestar en el plan de estudios para los jueces. Sin embargo, el programa advierte que todo esto no obtendrá ningún resultado si los criadores siguen negando la necesidad de un cambio o interpretando los estándares raciales a su antojo.

## Reacción
El programa abarcó un período de producción de dos años y fue visto por 3,9 millones de espectadores.

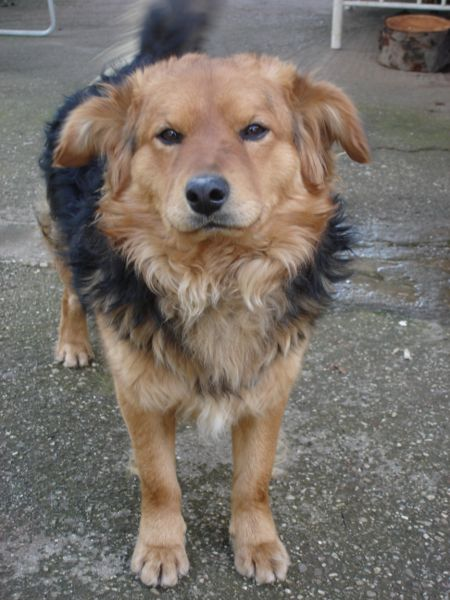
El programa mostró que el perro mestizo o «chucho» es más saludable que los perros pura raza.

Antes de que el programa saliera al aire, el Kennel Club emitió un comunicado advirtiendo que el programa podría estar bastante sesgado. Después de su transmisión, el KC cuestionó en varios comunicados de prensa la neutralidad y el «sensacionalismo» del programa—a pesar de que la BBC se ha destacado por la seriedad de sus documentales y periodismo. También presentaron una queja ante el regulador de radiodifusión Ofcom.
El club de Rhodesian Ridgeback calificó como «una absoluta tontería», la afirmación del programa de que la cresta «no sirve para nada», ya que «la cresta define y caracteriza a la raza de cualquier otro perro marrón grande sin cresta; el cual sería considerado un híbrido, es decir, un mastín x, pitbull x, o un bóxer-mastín». Respecto a la declaración en el código de ética que dice «... los cachorros sin cresta serán sacrificados al nacer», el club apuntó a la instrucción siguiente, «...si un criador considera que esto es moralmente inaceptable el cachorro será dado como mascota...» indicando con esto que el sacrificio no es obligatorio. Desde que el programa se trasmitió por primera vez, se ha reescrito el código de ética quedando: «Ningún cachorro saludable será sacrificado».
La RSPCA declaró: «Estar preocupada por los niveles inaceptablemente altos de discapacidad, deformidad y enfermedad que afectan a los perros con pedigrí».
En su discurso durante el campeonato del Kennel Club de Gales, dos días después de que el documental salió al aire, el presidente del KC, Ronnie Irving, manifestó que: «Si este programa nos dice algo, espero que enseñe a los «puristas» de algunas razas que tienen que darse prisa y tomar en cuenta que en estos tiempos de lo políticamente correcto también hay que estar bien informado, porque algunas actitudes antiguas no son sostenibles». Afirmó que la mayoría de los perros de raza pura están sanos: «El 90% de los que tenemos la suerte de tener razas sanas debemos seguir protegiéndolas contra la exageración, ejerciendo presión sobre los rezagados. De lo contrario —todos nosotros— continuáremos siendo echados dentro del mismo saco».
La editora de la revista canina Dogs Today, Beverley Cuddy, quien afirmó en el programa «los perros están hechos pedazos» y «el número de problemas genéticos aumenta a un ritmo alarmante», rechazó la cifra del 90% descrita por el Kennel Club. Señaló que una encuesta realizada por la Asociación/Club veterinaria para pequeños animales (Kennel Club/British Small Animal Veterinary Association) mostró que el 37,4% de los perros padecen, por lo menos, un problema de salud grave después de los 5 años, y añadió que el Kennel Club tuvo que descartar condiciones tales como: displasia de cadera, luxación de rótulas y catarata congénita para poder conseguir una cifra del 90%.
El 5 de octubre de 2008, Margaret Carter, quien reveló durante el documental el estado de salud del ejemplar cavalier ganador como «Mejor de la Raza», fue expulsada por la Asamblea General Especial del Club del Cavalier King Charles Spaniel (CKCSC) por «violación de confidencialidad». El Kennel Club expresó su preocupación ante la decisión del CKCSC. En enero de 2009, apoyada por los miembros de base, Carter buscó la reelección dentro de la comisión y fue elegida sin votación por ser la única nominada. Más adelante retiró su candidatura y abandonó el club, debido a que el presidente del club, vicepresidente y secretario anunciaron su renuncia en respuesta a su nominación. Carter dijo a The Times: «Mi único interés es mejorar la salud de los perros y nunca fue mi intención dañar al Club del Cavalier King Charles del que he sido un miembro leal durante más de 30 años... la gente más importante en los circuitos o criadores son los más amenazados por las pruebas de salud. Quieren ganar a toda costa en las exposiciones o ganar dinero y no quieren que se mencionen los problemas de salud». La presidenta del club, Lesley Jupp, dijo que: «Su presencia en el comité era inaceptable. Dadas las circunstancias algunas personas encontraron muy difícil trabajar con ella».
Otra consecuencia del programa fue que los criadores de gatos también fueron puesto bajo el escrutinio de las asociaciones de veterinarios y del bienestar animal, siendo directamente señaladas las razas de gato persa, fold escocés y munchkin.

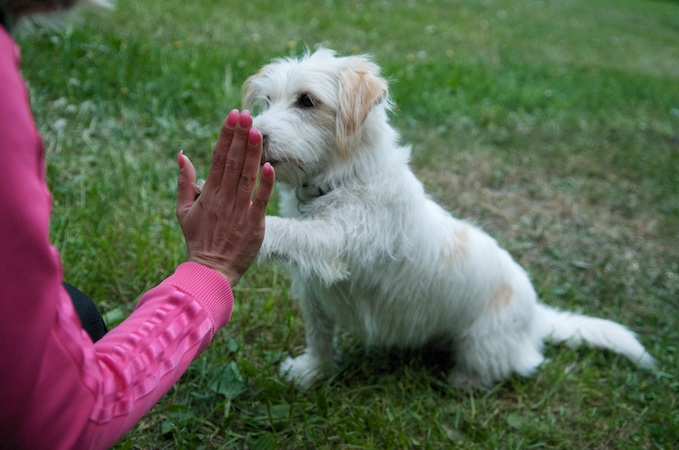
El programa ocasionó una revisión de los estándares oficiales en Reino Unido, junto con la prohibición de cruzas endogámicas cercanas y pruebas de salud obligatorias para todas las razas de perro.

### Patrocinios
Después de que el programa salió al aire, la BBC, que había transmitido Crufts durante 42 años, anunció que estaba considerando cortar su vínculo con el show. El KC por su parte aseguró que si las cosas se ponían tensas estaban seguros de poder encontrar otra emisora. El 12 de diciembre de 2009, la BBC canceló la transmisión de Crufts de su calendario anual después de no alcanzar un acuerdo con el KC. Su solicitud de quitar 12 razas «en riesgo» del evento principal fue rechazada por el Kennel Club, quien calificó la petición de «irrazonable» y dijo que pondría en peligro «sus obligaciones contractuales» y «su responsabilidad principal ante los expositores de perros y público en general». El contrato del KC con la BBC se estima en un valor de seis cifras anuales y terminó en 2010.
Varios otros patrocinadores, incluyendo la Royal Society for the Prevention of Cruelty to Animals, People's Dispensary for Sick Animals, y la asociación caritativa para el bienestar canino más grande del Reino Unido (Dog Trust) se retiraron del espectáculo.
El 24 de octubre de 2008, el principal patrocinador Pedigree Petfoods retiró su patrocinio de Crufts, estimado entre £ 0,5 y £ 1,5 millones al año, poniendo fin a una relación de 44 años (aunque permaneció como patrocinador oficial a través de su marca Royal Canin). Una semana después, otro patrocinador importante Hill's Pet Nutrition se retiró del evento.

### Revisión de los estándares raciales
El 7 de octubre de 2008, el Kennel Club anunció el lanzamiento de nuevos planes de salud que incluirían una revisión de los estándares para todas las razas. Añadiendo que los jueces de exposiciones estarían obligados a tomar en consideración el estado de salud de los animales juzgados. Asimismo, solicitó potestad reglamentaria al Gobierno, lo que permitiría al KC tomar acciones en contra de los criadores que no cumplan con las normas de salud. Algunos clubes de raza condenaron el Kennel Club tildándolo de exagerado. El consejo del club para el bulldog rechazó el nuevo estándar para la raza, diciendo que: «Es confuso de qué manera la salud y el bienestar general del perro puede mejorar con los cambios propuestos».
El 12 de enero de 2009 el Kennel Club dio a conocer los cambios en los estándares raciales, los cuales «no incluyen nada que pueda, en modo alguno, entenderse que fomente características que impidan al perro respirar, caminar y ver libremente. Esto ayudará a prevenir la práctica de exagerar los aspectos que se perciben como deseables, sea un hocico chato o piel suelta, los cuales tienden a ser acentuados por los criadores aunque tengan posibles efectos perjudiciales sobre la salud del perro».

### Prohibición de cruzas endogámicas cercanas
Las reglas para prohibir cruzas consanguíneas cercanas —padres/hijos o hermano/hermana— entraron en vigor a partir del 1 de marzo de 2009. Las nuevas reglas de exposición enfatizan «más claramente que nunca» que los jueces solo deben «premiar a los perros que sean representantes saludables de su raza». Los jueces también tendrán la autoridad para expulsar perros enfermos de las competiciones. Un portavoz del KC dijo que los cambios necesitan «varias generaciones para surtir efecto».
La productora del programa, Jemima Harrison, calificó los cambios de «muy atrasados». Mientras que el jefe veterinario del RSPCA dio la bienvenida a la prohibición de los cruces endogámicos cercanos, pero dijo que: «Las modificaciones referentes al estándar racial no son lo suficientemente radicales como para marcar una diferencia real». También expresó su preocupación acerca de cómo se interpretaran las nuevas reglas en las exposiciones. Mientras algunos criadores mostraron su apoyo a las nuevas normas, otros amenazaron con acciones legales en contra del Kennel Club. El presidente del British Bulldog Breed Council dijo acerca de la nueva normativa para el bulldog: «Lo que se va a conseguir es un perro totalmente diferente al bulldog británico, porque no hay papada, no hay repunte de nariz y las piernas ya no se curvan ampliamente por delante estrechándose por detrás».

## Cobertura internacional
En Australia, la ABC1 transmitió el documental el 10 de septiembre de 2009 provocando una reacción en la opinión pública, cobertura médiatica y criadores muy similar a la que rodeó el programa original de la BBC.
La versión alemana se trasmitió a través de la televisión suiza en febrero de 2009, bajo el nombre "Rassereine Krüppel – Hunde zu Tode gezüchtet” (Los pura raza se desmoran - Perros criados para la muerte). Posteriormente, el mismo documental fue distribuido por internet.
La versión sueca fue trasmitida por la cadena televisiva SVT2 el 17 de diciembre de 2012, bajo el nombre "Ett renrasigt helvete – vad hände sen?" (El infierno de los pura raza - ¿Qué pasó?).